# امی مورفی
امی مورفی (به انگلیسی: Emmy Murphy) ریاضیدان و استاد دانشگاه پرینستون آمریکایی است.
او یک زن ترنس است.